# Obsequio quoniam dulces retinetur amici
Obsequio quoniam dulces retinetur amici è una locuzione latina che si può tradurre in italiano con “La cortesia ci conserva i dolci amici”.
La frase è attribuita a Catone.